# HC 2001 Kladno
HC 2001 Kladno (celým názvem: Hockey Club 2001 Kladno) je český klub ženského ledního hokeje, který sídlí v Kladně ve Středočeském kraji. Založen byl v roce 1986 pod názvem TJ Poldi SONP Kladno. Klub patřil mezi průkopníky ženského hokeje v tehdejším Československu. Svůj současný název nese od roku 2001. Ihned po založení se klub přidal do nejvyšší soutěže žen v republice. V ní dosáhl na první větší úspěch v sezóně 1989/90, kdy obsadil stříbrnou příčku. Od sezóny 2017/18 působí v Extralize ženského hokeje, české nejvyšší soutěži ledního hokeje žen. Klubové barvy jsou modrá a bílá.
Své domácí zápasy odehrává na ČEZ stadionu s kapacitou 8 600 diváků.

## Historické názvy
Zdroj:
- 1986 – TJ Poldi SONP Kladno (Tělovýchovná jednota Poldi Spojené ocelárny, národní podnik Kladno)
- 1991 – HC Kladno 1988 (Hockey Club Kladno 1988)
- 1998 – HC Velvana Rebels Kladno (Hockey Club Velvana Rebels Kladno)
- 2001 – HC 2001 Kladno (Hockey Club 2001 Kladno)

## Umístění v jednotlivých sezonách
Stručný přehled
Zdroj:
- 1987–1988: Pohár Ústředního výboru Socialistického svazu mládeže (1. ligová úroveň v Československu)
- 1989: Pohár ČSSS (1. ligová úroveň v Československu)
- 1989–1993: 1. liga (1. ligová úroveň v Československu)
- 1993–2011: 1. liga (1. ligová úroveň v České republice)
- 2011–2012: 1. liga – sk. A (1. ligová úroveň v České republice)
- 2012–2014: 1. liga - TOP divize (1. ligová úroveň v České republice)
- 2014–2017: 1. liga - divize A1 (1. ligová úroveň v České republice)
- 2017– : Extraliga (1. ligová úroveň v České republice)

Jednotlivé ročníky
Zdroj:
Legenda: ZČ - základní část, červené podbarvení - sestup, zelené podbarvení - postup, fialové podbarvení - reorganizace, změna skupiny či soutěže
| Československo (1987 – 1993) |                      |           |          |                                       |              |
| Sezóny                       | Soutěž               | Úroveň    | ZČ       | Play-off, nadstavba, sk. o udržení... | Poznámky     |
| 1987                         | Pohár ÚV SSM         | 1. úroveň | 3. místo |                                       |              |
| 1988                         | Pohár ÚV SSM         | 1. úroveň | 3. místo |                                       | Reorganizace |
| 1989                         | Pohár ČSSS           | 1. úroveň | 3. místo |                                       | Reorganizace |
| 1989/90                      | 1. liga              | 1. úroveň | 3. místo | Finále                                |              |
| 1990/91                      | 1. liga              | 1. úroveň | 4. místo |                                       |              |
| 1991/92                      | 1. liga              | 1. úroveň | 4. místo |                                       |              |
| 1992/93                      | 1. liga              | 1. úroveň | 7. místo |                                       |              |
| Česko (1993 – )              |                      |           |          |                                       |              |
| Sezóny                       | Soutěž               | Úroveň    | ZČ       | Play-off, nadstavba, sk. o udržení... | Poznámky     |
| 1993/94                      | 1. liga              | 1. úroveň | 7. místo |                                       |              |
| 1994/95                      | 1. liga              | 1. úroveň | 5. místo |                                       |              |
| 1995/96                      | 1. liga              | 1. úroveň | 5. místo |                                       |              |
| 1996/97                      | 1. liga              | 1. úroveň | 3. místo | Finálová skupina (3. místo)           |              |
| 1997/98                      | 1. liga              | 1. úroveň | 3. místo | Semifinále                            |              |
| 1998/99                      | 1. liga              | 1. úroveň | 3. místo |                                       |              |
| 1999/00                      | 1. liga              | 1. úroveň | 4. místo |                                       |              |
| ...                          |                      |           |          |                                       |              |
| 2010/11                      | 1. liga              | 1. úroveň | ?. místo |                                       | Reorganizace |
| 2011/12                      | 1. liga – sk. A      | 1. úroveň | 2. místo | Zápas o 3. místo (výhra)              | Reorganizace |
| 2012/13                      | 1. liga - TOP divize | 1. úroveň | 3. místo | Zápas o 3. místo (výhra)              |              |
| 2013/14                      | 1. liga - TOP divize | 1. úroveň | 3. místo | Zápas o 3. místo (výhra)              | Reorganizace |
| 2014/15                      | 1. liga - divize A1  | 1. úroveň | 2. místo |                                       |              |
| 2015/16                      | 1. liga - divize A1  | 1. úroveň | 2. místo |                                       |              |
| 2016/17                      | 1. liga - divize A1  | 1. úroveň | 2. místo |                                       | Reorganizace |
| 2017/18                      | Extraliga            | 1. úroveň | 3. místo |                                       |              |
| 2018/19                      | Extraliga            | 1. úroveň | 3. místo |                                       |              |
| 2019/20                      | Extraliga            | 1. úroveň | 3. místo |                                       | Covid-19     |
| 2020/21                      | Extraliga            | 1. úroveň |          |                                       | Covid-19     |
| 2021/22                      | Extraliga            | 1. úroveň | 3. místo |                                       | Reorganizace |
| 2022/23                      | Extraliga            | 1. úroveň | 2. místo | Zápas o 3. místo (výhra)              |              |
| 2023/24                      | Extraliga            | 1. úroveň | 4. místo | Zápas o 3. místo (prohra)             |              |